# Referèndum francès sobre els Acords d'Évian de 1962
El referèndum francès sobre els Acords d'Évian de 1962 va ser una votació vinculant realitzada el 8 d'abril de 1962 per a tota la població amb dret a vot de la França continental, les regions i territoris d'ultramar, excepte l'Algèria francesa, sobre l'aprovació dels Acords d'Évian, signats el 18 de març d'aquell mateix any, entre els representants del govern francès i els del govern provisional de la República Algeriana. Durant el referèndum, el president de la República Francesa va ser Charles de Gaulle i el primer ministre Michel Debré.
La pregunta que es va plantejar als francesos va ser: «Aprova el projecte de llei presentat al poble francès pel president de la República i sobre els acords a establir i les mesures a prendre respecte d'Algèria a partir de les declaracions del govern del 19 de març de 1962?». El projecte de llei, annex al decret, atorga al president de la República tots els poders per a l'execució dels Acords d'Évian, si la població algeriana «opta per constituir Algèria com un Estat independent cooperant amb França».

## Context polític
Aquesta votació va ser la continuació del referèndum d'autodeterminació a Algèria el gener de 1961, que va portar el país a aprovar l'organització provisional dels seus poders públics. Gairebé totes les forces polítiques van demanar el vot a favor de la independència d'Algeria. D'altra banda, aquest referèndum es va limitar als francesos continentals, de les regions i els territoris d'ultramar, excepte els de l'Algèria francesa, i va obrir el camí al referèndum d'independència d'Algèria de l'1 de juliol de 1962.

## Resultats
| Opció                     | Vots       | %     |
| ------------------------- | ---------- | ----- |
| A favor                   | 17.866.423 | 90,81 |
| En contra                 | 1.809.074  | 9.19  |
|                           |            |       |
| Vots vàlids               | 19.675.497 | 94,69 |
| Vots en blanc i no vàlids | 1.103.806  | 5.31  |
| Total                     | 20.779.303 | 100   |
| Abstencions               | 6.802.769  | 24.67 |
| Registrats/Participació   | 27.582.072 | 75,33 |